# Holzkirchen (Miesbach)
Holzkirchen è un comune tedesco di 15 250 abitanti, situato nel land della Baviera. La cittadella è stata teatro di numerose battaglie durante la seconda guerra mondiale.